# Munke Mølle (dokumentarfilm)
|  | Denne artikel er oprettet af botten Steenthbot ud fra en ekstern database. Den kan derfor have sproglige fejl eller mangler. Denne skabelon kan fjernes efter kontrol af indholdet. |

Munke Mølle er en dansk dokumentarisk optagelse.

## Handling
Den industrialiserede produktion af mel i Munke Mølle beliggende på havnen i Odense. Hele produktionsforløbet fra høstning af hveden til den velkendte pose med Gluten Flour. Filmen er uklippet og uden årstal.